# Velika nagrada Francuske
Velika nagrada Francuske je automobilistička utrka koja se prvi put održala 1906. Kao dio kalendara Formule 1, utrka se prvi put vozila 1950. Velika nagrada Francuske se nije vozila od 2009. do 2017., a dva puta je bila otkazana, 1955. zbog nesreće na utrci 24 sata Le Mansa i 2020. zbog pandemije koronavirusa. Utrke su se vozile na stazama Reims, Rouen, Charade, Le Mans i Magny Cours, a trenutno se Velika nagrada Francuske vozi na stazi Paul Ricard.

## Formula 1
Pobjednik prve utrke za Veliku nagradu Francuske u Formuli 1 bio je Juan Manuel Fangio 1950., koji je u Alfa Romeu na predzadnjoj utrci te sezone na stazi Reims 2. srpnja, slavio s 25,7 sekundi ispred momčadskog kolege Luigija Fagiolija. Argentinac je još pobjeđivao i 1951., 1954. i 1957. u Mercedesu i Maseratiju.
Prve pobjede u Formuli 1 na Velikoj nagradi Francuske ostvarili su Luigi Fagioli 1951. u Alfa Romeu, Mike Hawthorn 1953. u Ferrariju, Giancarlo Baghetti 1961. u Ferrariju, Dan Gurney 1962. u Porscheu, Jacky Ickx 1968. u Ferrariju i Alain Prost 1981. u Renaultu.
Leyton House je umalo priredio iznenađenje 1990. Momčad koja se vozila uglavnom na začelju te 1990. za utrku prije Francuske (Veliku nagradu Meksika) uopće se nisu ni kvalificirali, no na stazi Paul Ricard zamalo se posvjedočilo čudu. Ivan Capelli i Mauricio Gugelmin u bolidima momčadi Leyton House vodili su skoro dvije trećine utrke. Za utrku su se kvalificirali na sedmu i desetu startnu poziciju, no nakon ulaska vodećih na zamjenu guma, poveli su u utrci. Naime, iz momčadi su planirali završiti utrku bez ulaska u boks. Konfiguracija staze odgovarala je aerodinamici Leyton House bolida, a pripomogli su vozači s izvanrednim čuvanjem guma. Nažalost, motori u njihovim bolidima nisu izdržali, pa je Gugelmin morao odustati iz utrke u 58. krugu, dok je Capelli uspio odolijevati napadima Alaina Prosta u Ferrariju. Prost je ipak uspio prestići Capellija tri kruga prije kraja utrke kada su Capellija zadesili problemi na bolidu, te pobijediti u utrci, a Capelli je zadržao fantastično drugo mjesto, kojim je osvojio svojih jedinih 6 bodova tijekom sezone. Treba napomenuti i još jednog junaka utrke Adriana Neweya koji je dizajnirao tadašnji bolid momčadi Leyton House, no tada nije bio član momčadi. Neweyu je već prije utrke od strane čelnika momčadi uručen otkaz, a on je bio na putu prema Williamsu.

## Pobjednici

### Višestruki pobjednici (vozači)
| Pobjede | Vozač              | Pobjednička godina                                     |
| ------- | ------------------ | ------------------------------------------------------ |
| 8       | Michael Schumacher | 1994., 1995., 1997., 1998., 2001., 2002., 2004., 2006. |
| 6       | Alain Prost        | 1981., 1983., 1988., 1989., 1990., 1993.               |
| 4       | Juan Manuel Fangio | 1950., 1951., 1954., 1957.                             |
| 4       | Nigel Mansell      | 1986., 1987., 1991., 1992.                             |
| 3       | Jack Brabham       | 1960., 1966., 1967.                                    |
| 3       | Jackie Stewart     | 1969., 1971., 1972.                                    |
| 2       | Dan Gurney         | 1962., 1964.                                           |
| 2       | Jim Clark          | 1963., 1965.                                           |
| 2       | Ronnie Peterson    | 1973., 1974.                                           |
| 2       | Niki Lauda         | 1975., 1984.                                           |
| 2       | Mario Andretti     | 1977., 1978.                                           |
| 2       | Lewis Hamilton     | 2018., 2019.                                           |

### Višestruki pobjednici (konstruktori)
| Pobjede | Konstruktor | Pobjednička godina |
| ------- | ----------- | --- |
| 17      | Ferrari     | 1952., 1953., 1956., 1958., 1959., 1961., 1968., 1975., 1990., 1997., 1998., 2001., 2002., 2004., 2006., 2007., 2008. |
| 8       | Williams    | 1980., 1986., 1987., 1991., 1992., 1993., 1996., 2003.                                                                |
| 7       | Lotus       | 1963., 1965., 1970., 1973., 1974., 1977., 1978.                                                                       |
| 5       | McLaren     | 1976., 1984., 1988., 1989., 2000.                                                                                     |
| 5       | Renault     | 1979., 1981., 1982., 1983., 2005.                                                                                     |
| 4       | Brabham     | 1964., 1966., 1967., 1985.                                                                                            |
| 3       | Mercedes    | 1954., 2018., 2019.                                                                                                   |
| 2       | Alfa Romeo  | 1950., 1951. |
| 2       | Tyrrell     | 1971., 1972. |
| 2       | Benetton    | 1994., 1995. |

### Pobjednici po godinama
| Godina        | Vozač                                               | Bolid                                               | Lokacija                                            |
| ------------- | --------------------------------------------------- | --------------------------------------------------- | --------------------------------------------------- |
| 1950.         | Juan Manuel Fangio                                  | Alfa Romeo                                          | Reims                                               |
| 1951.         | Luigi Fagioli Juan Manuel Fangio                    | Alfa Romeo                                          | Reims                                               |
| 1952.         | Alberto Ascari                                      | Ferrari                                             | Rouen-les-Essarts                                   |
| 1953.         | Mike Hawthorn                                       | Ferrari                                             | Reims                                               |
| 1954.         | Juan Manuel Fangio                                  | Mercedes                                            | Reims                                               |
| 1955.         | Nije održana zbog nesreće na utrci 24 sata Le Mansa | Nije održana zbog nesreće na utrci 24 sata Le Mansa | Nije održana zbog nesreće na utrci 24 sata Le Mansa |
| 1956.         | Peter Collins                                       | Ferrari                                             | Reims                                               |
| 1957.         | Juan Manuel Fangio                                  | Maserati                                            | Rouen-les-Essarts                                   |
| 1958.         | Mike Hawthorn                                       | Ferrari                                             | Reims                                               |
| 1959.         | Tony Brooks                                         | Ferrari                                             | Reims                                               |
| 1960.         | Jack Brabham                                        | Cooper-Climax                                       | Reims                                               |
| 1961.         | Giancarlo Baghetti                                  | Ferrari                                             | Reims                                               |
| 1962.         | Dan Gurney                                          | Porsche                                             | Rouen-les-Essarts                                   |
| 1963.         | Jim Clark                                           | Lotus-Climax                                        | Reims                                               |
| 1964.         | Dan Gurney                                          | Brabham-Climax                                      | Rouen-les-Essarts                                   |
| 1965.         | Jim Clark                                           | Lotus-Climax                                        | Clermont-Ferrand                                    |
| 1966.         | Jack Brabham                                        | Brabham-Repco                                       | Reims                                               |
| 1967.         | Jack Brabham                                        | Brabham-Repco                                       | Le Mans                                             |
| 1968.         | Jacky Ickx                                          | Ferrari                                             | Rouen-les-Essarts                                   |
| 1969.         | Jackie Stewart                                      | Matra-Ford                                          | Clermont-Ferrand                                    |
| 1970.         | Jochen Rindt                                        | Lotus-Ford                                          | Clermont-Ferrand                                    |
| 1971.         | Jackie Stewart                                      | Tyrrell-Ford                                        | Le Castellet                                        |
| 1972.         | Jackie Stewart                                      | Tyrrell-Ford                                        | Clermont-Ferrand                                    |
| 1973.         | Ronnie Peterson                                     | Lotus-Ford                                          | Le Castellet                                        |
| 1974.         | Ronnie Peterson                                     | Lotus-Ford                                          | Dijon-Prenois                                       |
| 1975.         | Niki Lauda                                          | Ferrari                                             | Le Castellet                                        |
| 1976.         | James Hunt                                          | McLaren-Ford                                        | Le Castellet                                        |
| 1977.         | Mario Andretti                                      | Lotus-Ford                                          | Dijon-Prenois                                       |
| 1978.         | Mario Andretti                                      | Lotus-Ford                                          | Le Castellet                                        |
| 1979.         | Jean-Pierre Jabouille                               | Renault                                             | Dijon-Prenois                                       |
| 1980.         | Alan Jones                                          | Williams-Ford                                       | Le Castellet                                        |
| 1981.         | Alain Prost                                         | Renault                                             | Dijon-Prenois                                       |
| 1982.         | René Arnoux                                         | Renault                                             | Le Castellet                                        |
| 1983.         | Alain Prost                                         | Renault                                             | Le Castellet                                        |
| 1984.         | Niki Lauda                                          | McLaren-TAG                                         | Dijon-Prenois                                       |
| 1985.         | Nelson Piquet                                       | Brabham-BMW                                         | Le Castellet                                        |
| 1986.         | Nigel Mansell                                       | Williams-Honda                                      | Le Castellet                                        |
| 1987.         | Nigel Mansell                                       | Williams-Honda                                      | Le Castellet                                        |
| 1988.         | Alain Prost                                         | McLaren-Honda                                       | Le Castellet                                        |
| 1989.         | Alain Prost                                         | McLaren-Honda                                       | Le Castellet                                        |
| 1990.         | Alain Prost                                         | Ferrari                                             | Le Castellet                                        |
| 1991.         | Nigel Mansell                                       | Williams-Renault                                    | Magny-Cours                                         |
| 1992.         | Nigel Mansell                                       | Williams-Renault                                    | Magny-Cours                                         |
| 1993.         | Alain Prost                                         | Williams-Renault                                    | Magny-Cours                                         |
| 1994.         | Michael Schumacher                                  | Benetton-Ford                                       | Magny-Cours                                         |
| 1995.         | Michael Schumacher                                  | Benetton-Renault                                    | Magny-Cours                                         |
| 1996.         | Damon Hill                                          | Williams-Renault                                    | Magny-Cours                                         |
| 1997.         | Michael Schumacher                                  | Ferrari                                             | Magny-Cours                                         |
| 1998.         | Michael Schumacher                                  | Ferrari                                             | Magny-Cours                                         |
| 1999.         | Heinz-Harald Frentzen                               | Jordan-Mugen Honda                                  | Magny-Cours                                         |
| 2000.         | David Coulthard                                     | McLaren-Mercedes                                    | Magny-Cours                                         |
| 2001.         | Michael Schumacher                                  | Ferrari                                             | Magny-Cours                                         |
| 2002.         | Michael Schumacher                                  | Ferrari                                             | Magny-Cours                                         |
| 2003.         | Ralf Schumacher                                     | Williams-BMW                                        | Magny-Cours                                         |
| 2004.         | Michael Schumacher                                  | Ferrari                                             | Magny-Cours                                         |
| 2005.         | Fernando Alonso                                     | Renault                                             | Magny-Cours                                         |
| 2006.         | Michael Schumacher                                  | Ferrari                                             | Magny-Cours                                         |
| 2007.         | Kimi Räikkönen                                      | Ferrari                                             | Magny-Cours                                         |
| 2008.         | Felipe Massa                                        | Ferrari                                             | Magny-Cours                                         |
| 2009. - 2017. | Nije održana                                        | Nije održana                                        | Nije održana                                        |
| 2018.         | Lewis Hamilton                                      | Mercedes                                            | Le Castellet                                        |
| 2019.         | Lewis Hamilton                                      | Mercedes                                            | Le Castellet                                        |
| 2020.         | Nije održana                                        | Nije održana                                        | Nije održana                                        |
| 2021.         | Max Verstappen                                      | Red Bull-Honda                                      | Le Castellet                                        |

## Vanjske poveznice
- statsf1.com